# Salustiano Sanchez
Pour les articles homonymes, voir Sanchez.
Salustiano Sanchez Blazquez (né le 8 juin 1901 à El Tejado en Espagne et mort le 13 septembre 2013 à Grand Island, New York) est un supercentenaire américain, il fut doyen masculin de l'humanité pendant 3 mois à partir du 12 juin 2013, date de la mort de Jirōemon Kimura.
À la mort de Jirōemon Kimura le 11 juin 2013, un autre américain, James McCoubrey, né le 13 septembre 1901, fut déclaré à sa place, par erreur, « doyen de l'humanité masculin ».

## Biographie
Né en Espagne, il émigre en 1918 à Cuba, en tant qu'ouvrier agricole dans les champs de cannes à sucre, avant de s'installer en 1920 aux États-Unis, où il reste jusqu'à sa mort.
Surnommé « Shorty », l'homme a eu deux enfants, sept petits-enfants, quinze arrière-petits-enfants et cinq arrière-arrière-petits-enfants (à sa mort).